# Du tycker du är vacker
Du tycker du är vacker är en svensk danslek i 3/4-takt, som används vid dans kring såväl midsommarstång som julgran.

## Inspelningar
En tidig inspelning gjordes i akustisk version av Margareta Schönström i Stockholm i maj 1925.

### Fotnoter
1. ↑  ”Svensk mediedatabas”. http://smdb.kb.se/catalog/id/002055662. Läst 19 maj 2011.